# Четврти сазив Народне скупштине Републике Србије
Четврти сазив Народне скупштине Србије конституисан је 3. децембра 1997. године.
Посланици у овај сазив изабрани су на редовним изборима одржаним 21. септембра 1997. године.

## Рад скупштине

### Скупштина о актуелној ситуацији на Косову и Метохији
Током 1998, Скупштина је у више наврата расправљала о актуелној безбедносној и социјално-економској ситуацији на Косову и Метохији и албанском сепаратизму. Расписан је и референдум ради изјашњавања грађана Србије да ли прихватају учешће страних представника у решавању проблема на Косову и Метохији. Близу 95% грађана, од 5.297.776 изашлих на референдум, одговорило је са „не”.
Народна скупштина је почетком фебруара 1999, најоштрије осудила претње НАТО пакта Југославији. Исто је учинила и 23. марта после разговора државне делегације у Рамбујеу и Паризу. Дан касније, 24. марта 1999, снаге НАТО пакта извршиле су агресију на Југославију.
За време ратног стања, Скупштина Србије одржала је једну седницу, 3. јуна 1999. године. На њој је донела одлуку о усвајању документа за постизање мира који су донели највиши представници Европске уније и Русије, председник Републике Финске Марти Ахтисари и специјални изасланик председника Руске федерације Бориса Јељцина Виктор Черномирдин.

### Нов изборни закон и расписивање ванредних избора
После догађаја од 5. октобра 2000, када је званично потврђена победа др Војислава Коштунице над Слободаном Милошевићем на изборима за председника Савезне Републике Југославије, Скупштина Србије донела је 9. октобра 2000. године Закон о избору народних посланика. По њему, цела Србија је једна изборна јединица. Изборна листа могла је бити потврђена кад је својим потписом подржи најмање 10.000 бирача.
Двадесетпетог октобра 2000, председник Републике Милан Милутиновић, донео је одлуку о распуштању Народне скупштине Републике Србије, изабране 21. септембра 1997. године. Образована је привремена влада са Миломиром Минићем на челу.

## Расподела мандата
Први сазив чини 250 народних посланика, а изборне листе имају следећи број мандата:
| Изборна листа                                                       | Мандата |
| ------------------------------------------------------------------- | ------- |
| Социјалистичка партија Србије-Југословенска левица-Нова демократија | 110     |
| Српска радикална странка                                            | 82      |
| Српски покрет обнове                                                | 45      |
| Коалиција Војводина                                                 | 4       |
| Демократска алтернатива                                             | 1       |
| Савез војвођанских Мађара                                           | 4       |
| Коалиција листа за Санџак                                           | 3       |
| Демократска коалиција Прешево Бујановац                             | 1       |
 - листа националне мањине
За председника Скупштине поново је изабран Драган Томић а за председника владе Мирко Марјановић по други пут.